# Distretto urbano di Iringa
Il distretto urbano di Iringa è uno dei distretti in cui è amministrativamente suddivisa la regione di Iringa in Tanzania.

## Suddivisione amministrativa
Il distretto è diviso nelle seguenti circoscrizioni (wards), tra parentesi gli abitanti (censimento 2022):
1. Gangilonga (7 892)
2. Igumbilo (10 209)
3. Ilala (3 759)
4. Isakalilo (20 859)
5. Kihesa (22 276)
6. Kitanzini (2 543)
7. Kitwiru (20 365)
8. Kwakilosa (7 550)
9. Makorongoni (7 061)
10. Mivinjeni (4 454)
11. Mkimbizi (15 020)
12. Mkwawa (15 320)
13. Mlandege (4 235)
14. Mshindo (1 563)
15. Mtwivila (12 466)
16. Mwangata (24 673)
17. Nduli (10 304)
18. Ruaha (11 941)